# Bucov
Bucov è un comune della Romania di 10 755 abitanti, ubicato nel distretto di Prahova, nella regione storica della Muntenia. 
Il comune è formato dall'unione di 5 villaggi: Bighilin, Bucov, Chițorani, Pleașa, Valea Orlei.